# Уошингтън (окръг, Айдахо)
Окръг Уошингтън (на английски: Washington County) е окръг в щата Айдахо, Съединени американски щати. Площ 3816 km² (2,7% от площта на щата, 20-о място по големина). Население – 10 121 души (2017), 0,67% от населението на щата, гъстота 2,65 души/km². Административен център град Уайзър.
Окръгът се намира в западната част на щата. На запад граничи с щата Орегон, а на север, изток и юг със следните окръзи: Адамс, Джем и Пайет. Територията на окръга частично попада в крайната северозападната част на обширната междупланинска равнина на река Снейк, като надморската височина варира от 700 m в долината на реката на запад до 1000 m на изток. В северната му част се издигат два изолирани планински масива с максимална височина връх Кеди Маунтайн 7867 f (2397 m). По югозападната и западната граница на окръга с щата Орегон протича част от средното течение на река Снейк (ляв приток на Колумбия), а от дясно в нея се влива река Уайзър, която протича през окръга с част от средното и цялото си долно течение.
Най-голям град в окръга е административният център град Уайзър 5507 души (2010 г.), в който живее повече от половината от населението на окръга.
През окръга, от юг на север, в т.ч. през административния център Уайзър, на протежение от 45 мили (72,4 km), преминава участък от Междущатско шосе .
Окръгът е образуван на 20 февруари 1879 г. и е наименуван в чест на първия президент на САЩ Джордж Вашингтон.